# Pasco (subte de Buenos Aires)
Pasco (cuyo andén operativo es conocido como Pasco Norte) es una estación de la Línea A del subte de Buenos Aires, Argentina. Se encuentra entre las estaciones Alberti y Congreso; sin embargo, solo se encuentra habilitado el andén en dirección a la terminal este Plaza de Mayo, debido al cierre de Pasco Sur en 1953.

## Ubicación
Se encuentra ubicada bajo la Avenida Rivadavia, en el cruce con las calles Pasco —prolongación sur de José Evaristo Uriburu— y Pichincha —prolongación sur de Pasteur—, en el barrio de Balvanera, perteneciente a la Comuna 3 de la Ciudad Autónoma de Buenos Aires, Argentina.

## Hitos urbanos
La estación se encuentra en una zona comercial altamente transitada, por lo que su cobertura se enfoca más en una sumatoria de comercios que en hitos específicos. Sin embargo, pueden destacarse:
- Spinetto Shopping
- Plaza Primero de Mayo

## Historia
Pasco pertenece al primer tramo de la línea inaugurado el 1° de diciembre de 1913, que unía las estaciones de Plaza Miserere y Plaza de Mayo. Fue nombrada en conmemoración de la Batalla de Pasco, librada el 6 de diciembre de 1820 en la ciudad peruana de Cerro de Pasco. En 1997 fue declarada monumento histórico nacional.

### Andén clausurado
En esta semiestación sólo paran los trenes que vienen de San Pedrito con destino a Plaza de Mayo, ya que la estación Pasco Sur fue clausurada en 1953 por razones funcionales.

## Imágenes

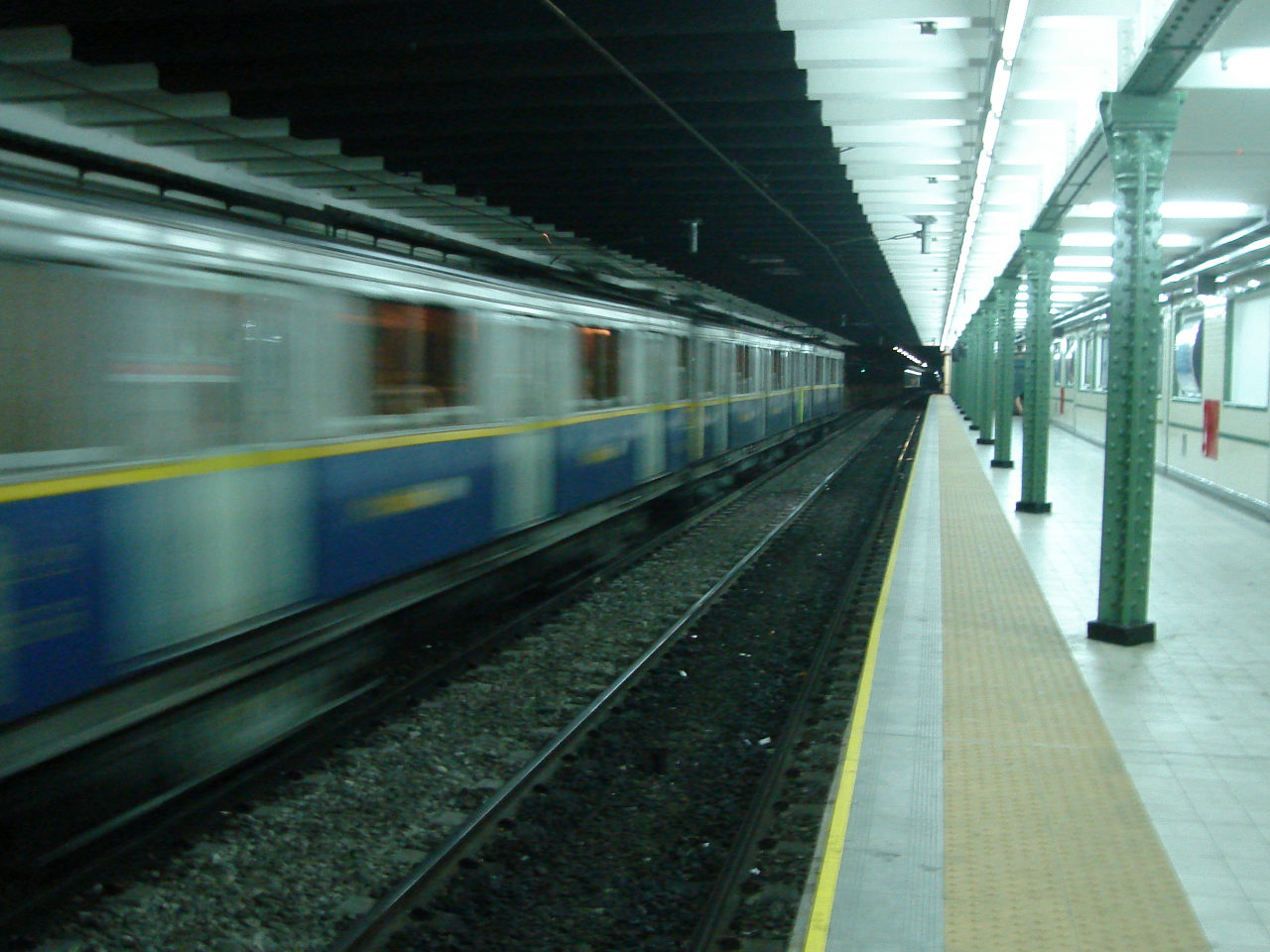
Formación Brugeoise
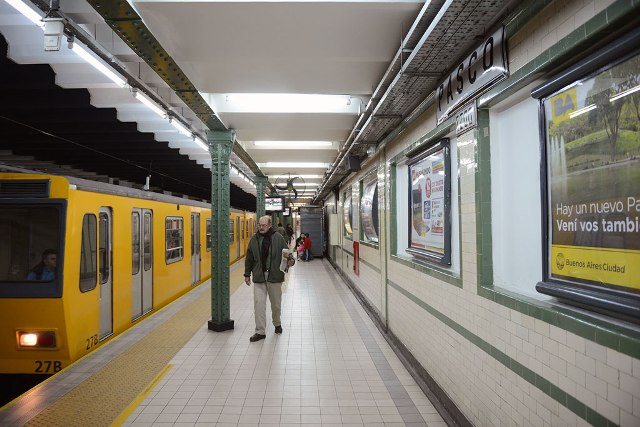
Formación Materfer
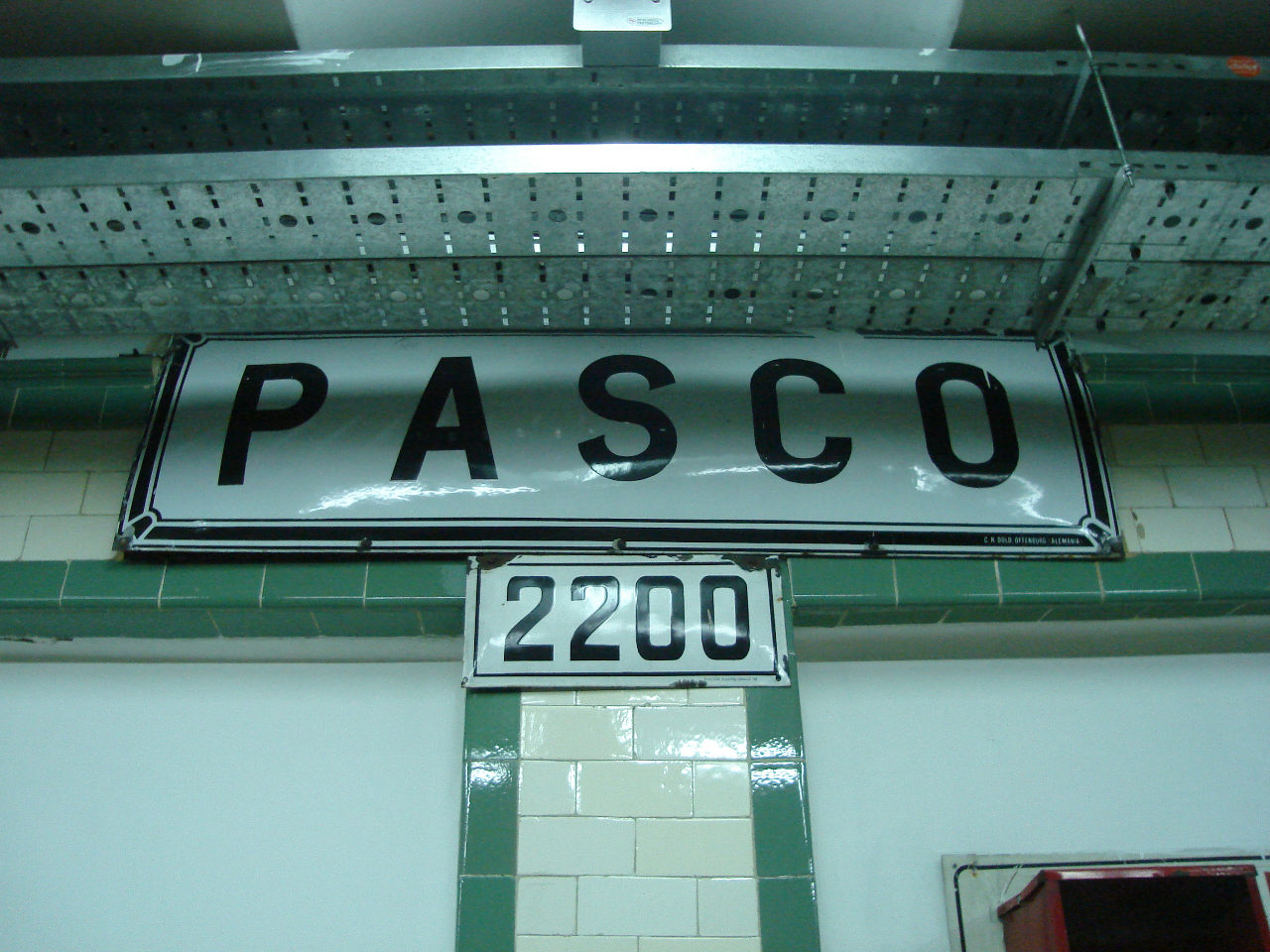
Nomenclador original
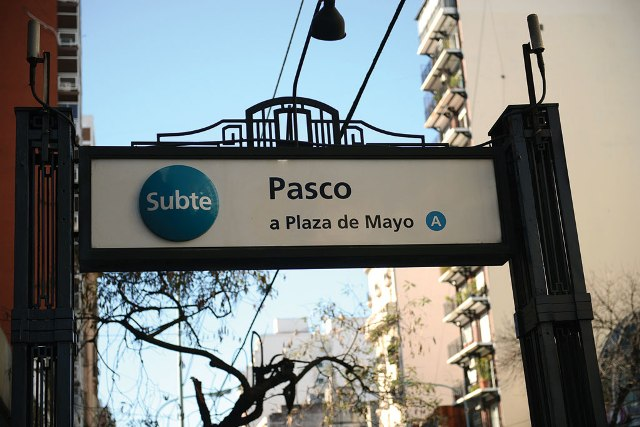
Boca de acceso
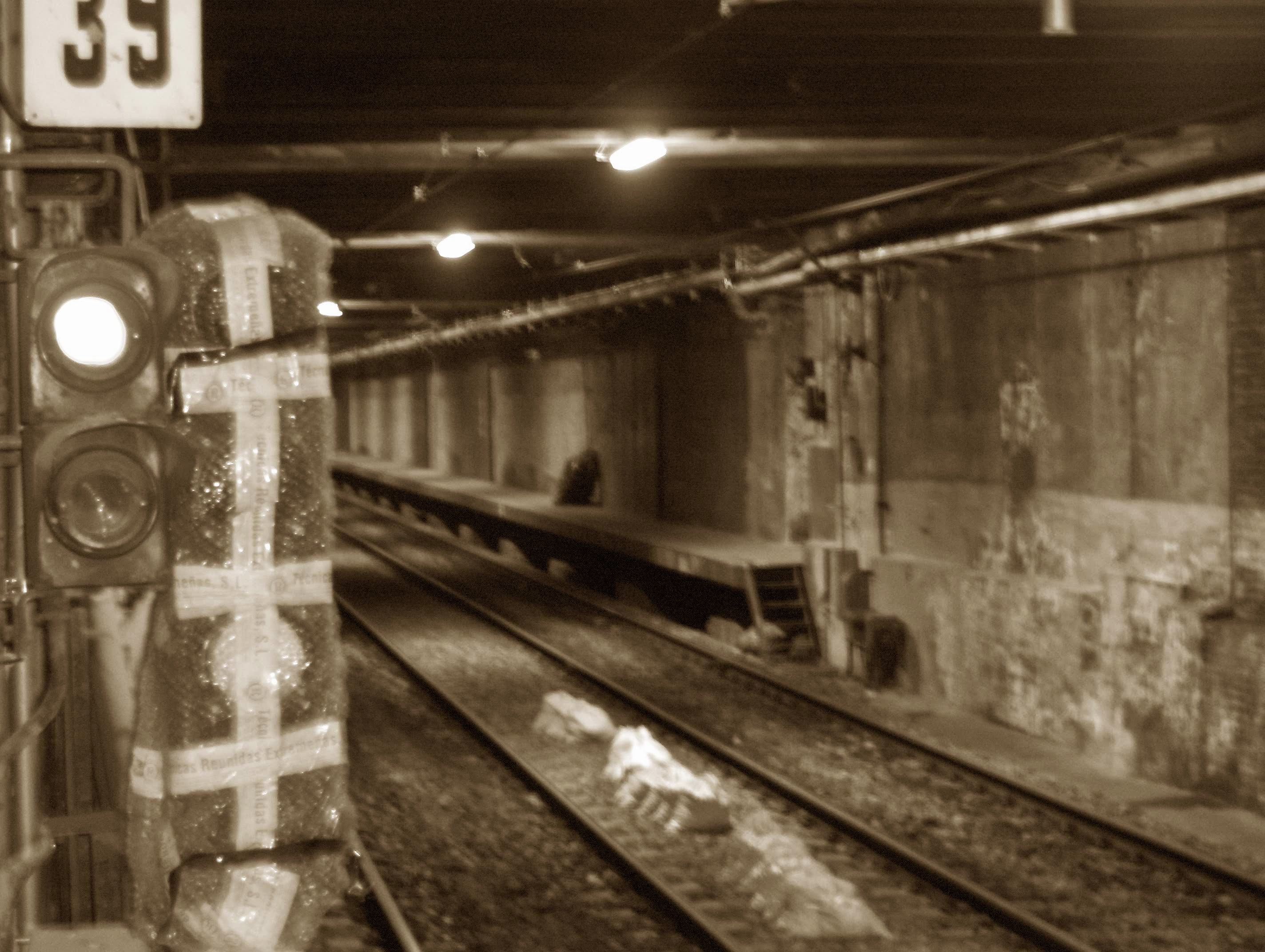
Andén de Pasco Sur